# Jól funkcionáló autizmus
A jól funkcionáló autizmus normál vagy a normálisnál jobb értelmi képességekkel társuló autizmus. A tünetek különböző súlyosságúak, különösen a kommunikációban és a társas kapcsolatokban jelentkeznek. Nem diagnosztikai kategória a DSM-5-ben és az ICD-10-ben.

## Jellemzése
A jól funkcionáló autizmus hasonlít az Asperger-szindrómához. Vannak, akik úgy gondolják, hogy nem kellene különbséget tenni a két kategória között. A fő különbséget a nyelvi képességek jelentik, különösen kisgyermekként.  További különbségek:
- Jobb téri-vizuális képességek
- Jobb ügyesség
- Jobb empátia
- Tágabb érdeklődési kör

Gyakori a szorongás, különösen gyermek- és fiatalkorban, illetve a bipoláris zavar. A kényszerességet (autisztikus tünet) pszichiáterek külön diagnosztizálják, mint kényszerbetegséget. Vizsgálták a kapcsolatot a jól funkcionáló autizmus és a kényszerbetegség között, és úgy találták, hogy mindkét esetben a szerotoninszint okozza a problémát.
Szintén gyakori az ADHD, a Tourette-szindróma, és kriminális jellemzők, mint szociális naivitás, erőszakosság, és az empátia zavara. További kutatások szükségesek az autizmus és a bűnözés kapcsolatához. Az autisták számára a börtönök még nehezebben viselhetők el a szabadság hiánya miatt, és azért, mert a büntetés teljes időtartama alatt neurotipikusokhoz kell alkalmazkodniuk. Nincs idő a társaságtól való elvonulásra, a társas képességek pihentetésére. Mindez gyakori meltdownt vált ki, azaz az autista nem tanúsít jó magaviseletet, akár az őröket is megtámadhatja. Viselkedésük miatt nem rövidítik meg szabadságvesztésüket (amire jó magaviselet esetén lehetőség lenne), sőt az őrök megtámadása miatt veszélyes, erőszakos rabokként kezelik, szigorúbban bánnak velük, ami még több meltdownt okoz. Így még tovább maradnak fogva még nehezebb körülmények között, mint a neurotipikus rabok.

## Élettana
Habár az autizmus kialakulásának módja még nem ismert, az agy egyes területein eltéréseket találtak. Ezek az amigdala, a superior temporal sulcus, a fusiform gyrus és az orbitofrontal cortex. Továbbá eltéréseket találtak a caudate nucleusban is; ezt a korlátozó viselkedéssel hozzák kapcsolatba. Az eltérések a több szürkeállományban és atipikus kérgi kapcsolatokban nyilvánulnak meg.
Elterjedt tévhit, hogy az MMR vakcina autizmust okozhat. Andrew Wakefield kutatását azóta megcáfolták, és bebizonyították, hogy meghamisította eredményeit; azonban a cáfolat már nem terjedt el. Egyes szülők a hír miatt nem oltották be gyerekeiket, hogy megelőzzék az autizmust, és így olyan betegségek kockázatának tették ki őket, melyek értelmi fogyatékosságot, illetve halált okozhatnak. A csalás leleplezésére több országban is végeztek vizsgálatokat, többek között Japánban és az Amerikai Egyesült Államokban.

## Felismerése
A jól funkcionáló autizmust többnyire 35 hónapos kortól kezdve lehet felismerni. A gyanút a nyelvi fejlődés lemaradása keltheti fel. A legalapvetőbb tüneteket vizsgálják, a szociális, kommunikációs készséget, a repetitivitást és más viselkedésbeli jellemzőket. Nem szerepel önálló diagnózisként, az autizmus fedi le, értelmi fogyatékosság nélkül.

## Kezelése
Ugyanazokat a módszereket alkalmazzák, mint autizmus esetén általában. Lásd itt: Autizmus, Fejlesztési lehetőségek szakasz.

## Kritikák
Autista aktivisták szerint azonban a funkcionálás szerinti címkék nem biztos, hogy megfelelnek a valóságnak. Különösen a rosszul funkcionáló címkét bírálják, mivel ha ezzel címkéznek meg egy gyereket, az megérzi, és ennek megfelelően kevésbé fejlődik, mint ahogy arra képes lenne. A felnőttek, még a szakemberek is tévedhetnek. Lásd gólem-effektus és Pigmalion-effektus.
Egy további kritika, hogy a címkék feltételezik, hogy az önálló életre való képesség viszonylag állandó, holott ez nem igaz. Akár Asperger-szindrómásokkal is megtörténhet, hogy válságos helyzetbe kerülnek, ezért elveszítik munkájukat, és sokáig nem találnak újabb normál munkát.

## Fordítás
Ez a szócikk részben vagy egészben  a   High-functioning autism című angol Wikipédia-szócikk fordításán alapul.  Az eredeti cikk szerkesztőit annak laptörténete sorolja fel. Ez a jelzés csupán a megfogalmazás eredetét és a szerzői jogokat jelzi, nem szolgál a cikkben szereplő információk forrásmegjelöléseként.